# 浄林寺 (羽生市)
浄林寺（じょうりんじ）は、埼玉県羽生市にある浄土宗の寺院。

## 歴史
1644年（正保元年）、当寺の檀家である今成家の開基である。幕府からは寺領20石1斗の朱印状が交付されていた。ところが、いつの間にか境内以外の土地1町5反10歩は農民の土地と思われるようになった。原因は住職不在（無住）になった際に、朱印状を名主が預かっていたことから、いつしか農民の持物と見なされるようになったという。幕末になって、その事実が発覚し、本山だった伝通院は土地の返還を求めて、当地を領有していた下妻藩に検地帳を提出したという。

## 交通アクセス
- 南羽生駅より徒歩20分。